# Frutta

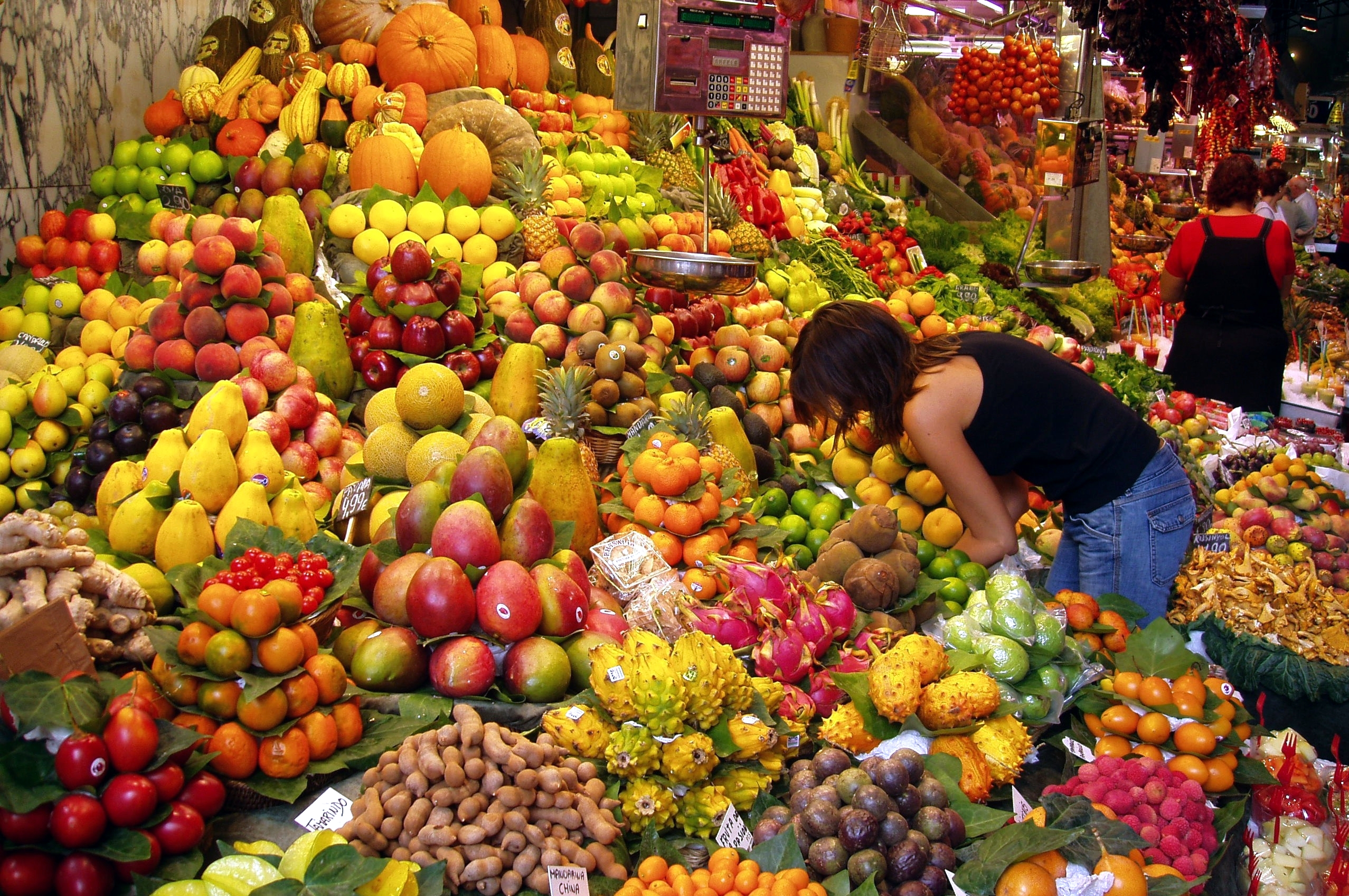
Mercato ortofrutticolo

Con la parola frutta si raggruppano comunemente vari tipi di frutto commestibili. Tra questi sono compresi alcuni che non sono propriamente frutti, come le pomacee, ed escludendone altri come le zucche che sono ortaggi in base al tipo di uso che se ne fa nell'alimentazione.

## Usi

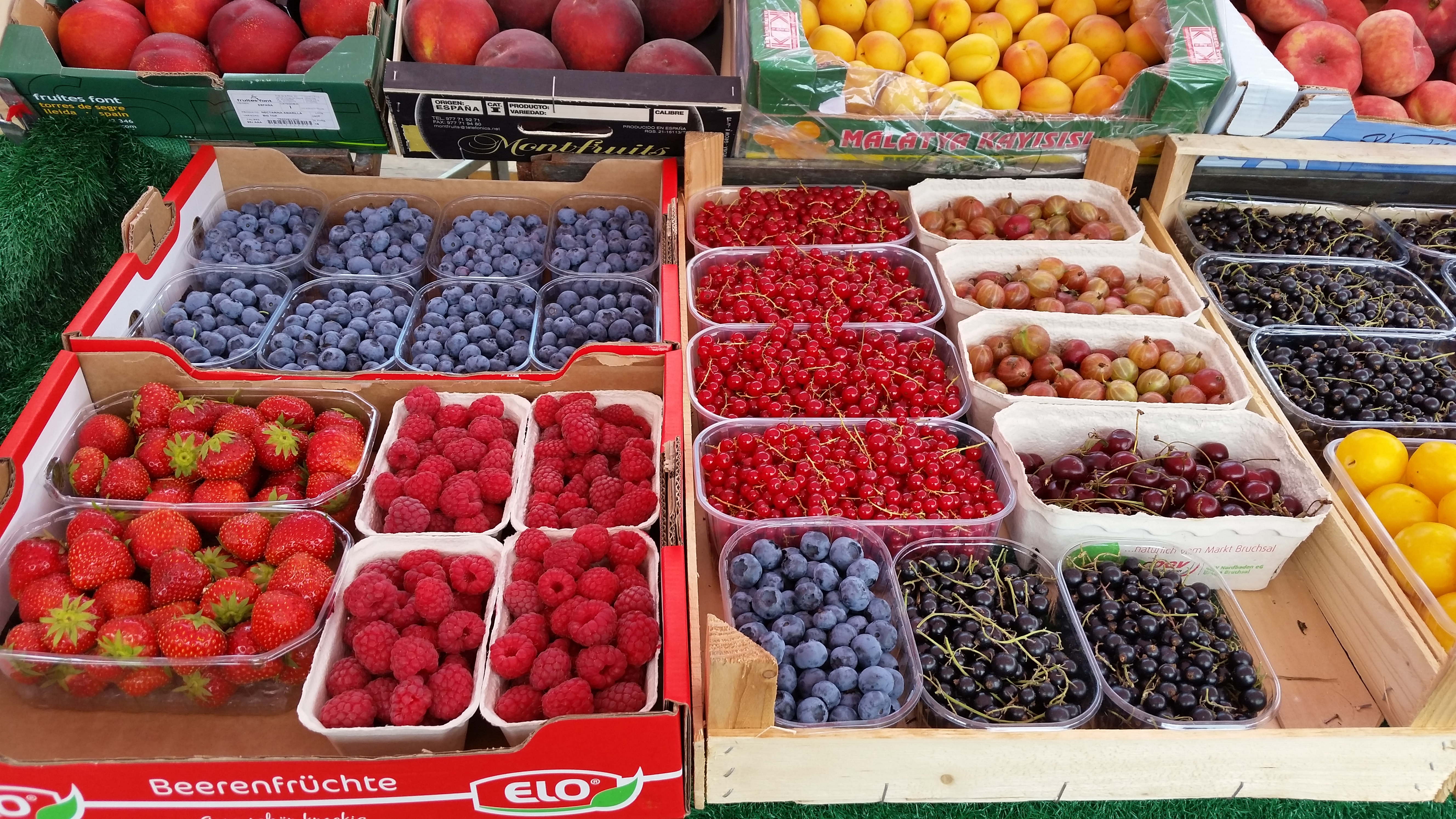
Frutti di bosco

Molta frutta è usata commercialmente come cibo, mangiata tale quale o in marmellate e confetture o altri tipi di conserve. Spesso la frutta è anche un ingrediente per vari piatti, specialmente i dolci. Se fresca, in genere, viene mangiata a fine pasto, anche se questa è più che altro solo un'abitudine comune.
Il consumo di frutta, nei Paesi mediterranei, è tradizionalmente più alto rispetto ai Paesi nordici.
È provato scientificamente che un adeguato consumo di frutta (e verdura) fresca, riduca notevolmente l'insorgere di numerose malattie.

## Composizione della frutta

Vari tipi di frutta

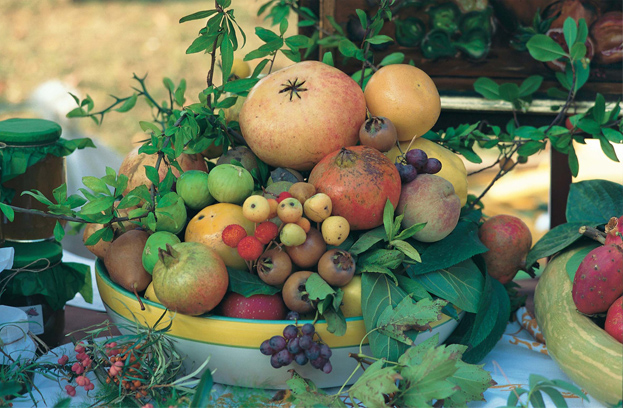
Composizione artistica con frutti

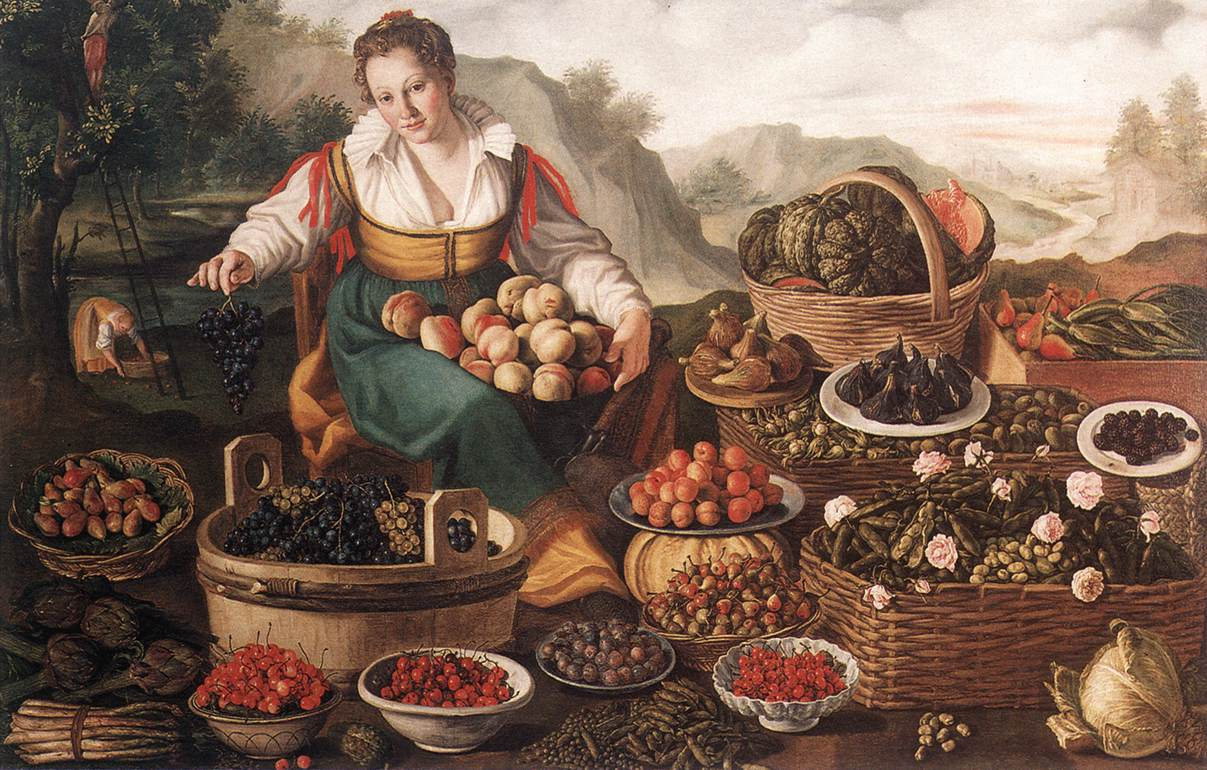
Fruttivendola

La composizione chimica dei frutti dipende dal tipo di frutta e la sua maturazione.
- Acqua: Fra l'80% ed il 95% è costituita da acqua (il cocomero è quello che ne contiene di più, sfiorando il 98%).
- Carboidrati: Tra il 5% e il 20% è costituito da carboidrati. Il contenuto può variare dal 20% nella banana fino al 5% nel melone, anguria e fragole. Altri frutti hanno una media del 10%. Il contenuto di carboidrati può variare a seconda delle specie e anche a seconda del momento della raccolta. I carboidrati sono di solito zuccheri semplici come fruttosio, saccarosio e glucosio, facilmente digeribili e rapidamente assorbiti. Nel frutto acerbo troviamo amido, per esempio nelle banane; la successiva maturazione lo trasforma in zuccheri semplici.
- Fibra: Circa il 2% del frutto sono fibre alimentari, prevalentemente pectina e emicellulosa. La buccia del frutto è quella con la più alta concentrazione di fibre, ma anche dove si può trovare qualche traccia di contaminanti, quali insetticidi, che sono difficili da rimuovere se non con la pelatura del frutto. Le fibre solubili come la pectina gelificante o la forma di miscele di acqua viscoso[non chiaro]. La viscosità dipende dal frutto da cui proviene e il grado di maturazione. Le pectine pertanto svolgono un ruolo importante per la consistenza del frutto.
- Vitamine: vitamina A, vitamina C, vitamine del complesso B. Secondo il contenuto di vitamine si possono distinguere due grandi gruppi di frutta:
  - Ricco di vitamina C, contenenti 50/100 mg[non chiaro]. Principalmente cedro, pompelmo, fragole e kiwi.
  - Ricco di vitamina A: sono ricchi di carotenoidi, come albicocche, zucca, susine.
- Sali minerali: come la verdura, la frutta è ricca di potassio, magnesio, ferro e calcio, mentre il sodio vi è contenuto in quantità pressoché irrilevanti.
- Proteine e Grassi: composti azotati come proteine e lipidi sono scarse nella parte commestibile di frutti, mentre importanti nei semi di alcuni di loro. Così il contenuto di grasso varia tra lo 0,1 e lo 0,5%, mentre la proteina può essere compreso fra 0,1 e 1,5%. L'avocado contiene acido oleico che è un acido grasso, monoinsaturo, ma la noce di cocco è ricca di grassi saturi come l'acido laurico e miristico.
- Calorie: Il potere calorifico è determinata dalla sua concentrazione di zucchero, compresi tra il 30-80 kcal/100 g. Ci sono anche frutti ricchi di grassi, come l'avocado (contenente il 16% di grassi) ed il cocco, che può raggiungere il 30%.

Avendo un alto valore di lipidi hanno un elevato valore energetico di 200 kcal/100 grammi. Ma la maggior parte dei frutti sono a basso contenuto calorico rispetto al loro peso.
- Profumo e Pigmento: contengono acidi e altre sostanze aromatiche che, insieme all'elevato contenuto di acqua, li rendono rinfrescanti. Il sapore di ogni frutto è determinato dal contenuto di acidi, zuccheri e altri aromi. L'acido malico predomina nella mela, l'acido citrico in arance, limoni e mandarini e l'acido tartarico in uva. Pertanto coloranti, aromi e astringente composti fenolici, anche in concentrazioni molto basse, hanno un influsso determinante sull'accettazione organolettica della frutta.